# Михайловогорское сельское поселение
Михайловогорское се́льское поселе́ние (карел. Mihailangoran kyläkunda) — упразднённое муниципальное образование в составе Бежецкого района Тверской области.
Центр поселения — деревня Михайлова Гора.
Образовано в 2005 году, включило в себя территорию Михайлово-Горского сельского округа.
Законом Тверской области от 17 декабря 2015 года № 118-ЗО, были преобразованы, путём их объединения, Шишковское и Михайловогорское сельские поселения — в Шишковское сельское поселение.

## Географические данные
- Общая площадь: 255 км²
- Нахождение: северо-западная часть Бежецкого района
  - Граничит:
    - на севере — с Поречьевским СП,
    - на востоке — с Фралевским СП,
    - на юго-востоке — с Филиппковским СП,
    - на юге — с Шишковским СП,
    - на западе — с Максатихинским районом, Зареченское СП, Рыбинское СП и Селецкое СП.

Главная река — Молога (на севере), на востоке — озеро Верестово.

## Экономика
Основное хозяйство — АКХ «Молога».

## Население
| 2008 | 2010 | 2011 | 2012 | 2013 | 2014 | 2015 |
| ---- | ---- | ---- | ---- | ---- | ---- | ---- |
| 440  | ↘354 | ↘352 | ↗417 | ↗546 | ↗577 | ↘549 |
| 2016 |      |      |      |      |      |      |
| ↘540 |      |      |      |      |      |      |

По переписи 2002 года — 554 человека, на 01.01.2008 — 440 человек.

Национальный состав: русские и тверские карелы.

## Состав сельского поселения
В состав сельского поселения входили 19 населённых пунктов:
| №  | Населённый пункт | Тип     | Население |
| -- | ---------------- | ------- | --------- |
| 1  | Большая Каменка  | деревня | ↘1        |
| 2  | Большой Бор      | деревня | ↘16       |
| 3  | Еськи            | село    | ↘99       |
| 4  | Закрупье         | деревня | ↘7        |
| 5  | Костюшино        | село    | ↘5        |
| 6  | Крупское         | деревня | ↘1        |
| 7  | Кутани           | деревня | ↘1        |
| 8  | Малая Каменка    | деревня | ↘5        |
| 9  | Малый Бор        | деревня | ↘17       |
| 10 | Михайлова Гора   | деревня | ↘150      |
| 11 | Михалиха         | деревня | ↘11       |
| 12 | Никифорцево      | деревня | ↗12       |
| 13 | Обенощи          | деревня | →1        |
| 14 | Поляково         | деревня | →0        |
| 15 | Раменье          | деревня | ↗21       |
| 16 | Ромачево         | деревня | →0        |
| 17 | Сальниково       | деревня | →0        |
| 18 | Слатино          | деревня | →0        |
| 19 | Чирцово          | деревня | →0        |

Бывшие населённые пункты
В 1998 году исключена из учётных данных деревня Большие Столбы.

Ранее исчезли деревни: Ворониха, Кузнецово, Нивищи, Чубарово.

## История
В XIII—XIV вв. территория поселения относилась к Бежецкому Верху Новгородской земли.
В XV веке присоединена к Великому княжеству Московскому.
- После реформ Петра I территория поселения входила:
  - в 1708—1727 гг. в Санкт-Петербургскую (Ингерманляндскую 1708—1710 гг.) губернию, Углицкую провинцию,
  - в 1727—1775 гг. в Московскую губернию, Углицкую провинцию,
    - в 1766 г. Бежецкий Верх переименован в Бежецкий уезд,

  - в 1775—1796 гг. в Тверское наместничество, Бежецкий уезд,
  - в 1796—1929 гг. в Тверскую губернию, Бежецкий уезд,
  - в 1929—1935 гг. в Московскую область, Бежецкий район,
  - в 1935—1990 гг. в Калининскую область, Бежецкий район,
  - с 1990 в Тверскую область, Бежецкий район.

В XIX — начале XX века деревни поселения относились к Еськовской и Филипковской волостям Бежецкого уезда.
В 1930-50-е годы на территории поселения существовали Еськовский, Костюшинский и Малокаменский сельсоветы Бежецкого района.